# Joan Blondell
Rose Joan Blondell (født 30. august 1906, død 25. december 1979) var en amerikansk skuespiller og model.
Blondell, født ind i en vaudeville-familie i New York og tilbragte sin barndom på turneer  i USA, Europa, Kina og Australien, og på mange varieteer med sine forældre. Hun vandt en skønhedskonkurrence som Miss Dallas og fik roller på Broadway, herunder musicalen Penny Arcade, hvor hun spillede overfor James Cagney. Hun og James Cagney kom til Hollywood i begyndelsen af 1930'erne og indspillede flere film med hinanden, herunder Sinners' Holiday og The Public Enemy.
Hun blev nomineret til en Oscar for bedste kvindelige birolle for sin præstation i rollen som Annie Rawlins i Det blå slør fra 1951.

## Privatliv
Blondell var gift tre gange, herunder i årene 1936-1945 med skuespiller Dick Powell og 1947-1950 med filmproducenten Michael Todd.